# California Dreamin'
California Dreamin' (укр. Каліфорнія в мріях) — пісня гурту «The Mamas & the Papas», яку випущено 1965 року. Пісня вийшла в складі альбому If You Can Believe Your Eyes and Ears, а також як сингл.

## Історія створення
Пісня була написана Джоном і Мішель Філіпс 1963 року, коли вони ще були учасниками фолк-гурту «New Journeymen», жили у Нью-Йорку і сумували за сонячною Каліфорнією. Першим виконавцем пісні став відомий американський співак Беррі Макгвайр, а Джон і Мішель Філіпс виконували бек-вокал разом із членами сесійного гурту «The Wrecking Crew». Пісня була записана на «Dunhill Records». Після утворення подружжям Філіпс і співаком Денні Доерті нового ансамблю «The Mamas and the Papas» Лу Адлер, голова «Dunhill Records», вражений їх виконанням, перезаписав основну вокальну композицію зі співом Денні Доерті в поєднанні з тими самими інструментальними та бек-вокальними треками та соло на альт-флейті.
Ця пісня потрапила до списку 500 найкращих пісень усіх часів за версією журналу Rolling Stone. На цю композицію створено численні кавер-версії. Наприклад, гурт «The Beach Boys» створив дві версії цієї пісні.

## Переклад тексту
| All the leaves are brown             | Листя як іржа                    |
| And the sky is gray                  | Небо сталеве                     |
| I've been for a walk                 | Прогулявся я                     |
| On a winter's day                    | В цей зимовий день               |
| I'd be safe and warm                 | Тепло би було                    |
| If I was in L.A.                     | Був би це Ел. Ей. (Лос Анджелес) |
| California dreamin'                  | Каліфорнія в мріях               |
| On such a winter's day               | В оцей зимовий день              |
| Stopped in to a church               | Церква на шляху                  |
| I passed along the way               | У ній я зупинивсь                |
| Well I got down on my knees          | І навколішки я став              |
| And I pretend to pray                | Удав, що помоливсь               |
| You know the preacher liked the cold | Священик, звісно, любить холод   |
| He knows I'm gonna stay              | Він знав, лишусь, авжеж          |
| California dreamin'                  | Каліфорнія в мріях               |
| On such a winter's day               | В оцей зимовий день              |
| All the leaves are brown             | Листя як іржа                    |
| And the sky is gray                  | Небо сталеве                     |
| I've been for a walk                 | Прогулявся я                     |
| On a winter's day                    | В цей зимовий день               |
| If I didn't tell her                 | Їй би не сказав                  |
| I could leave today                  | Цього ж дня б умчав              |
| California dreamin'                  | Каліфорнія в мріях               |
| On such a winter's day               | В оцей зимовий день              |
| California dreamin'                  | Каліфорнія в мріях               |
| On such a winter's day               | В оцей зимовий день              |
| California dreamin'                  | Каліфорнія в мріях               |
| On such a winter's day               | В оцей зимовий день              |

Переклад: Тетяна Роджерс, Олекса Кириченко

## Кавер версія The Beach Boys
«California Dreamin'» — це кавер пісня американського рок-гурту The Beach Boys, яка була випущена в травні 1986 року на лейблі Capitol Records. Вона досягнула 57-го місця в Billboard Hot 100 і швидко набула популярності в США і Канаді. Пісня входить в альбом компіляцію «Made in U.S.A».